# Mamouros
Mamouros is een plaats (freguesia) in de Portugese gemeente Castro Daire en telt 675 inwoners (2001).